# Liste der Monuments historiques in Amagney
Die Liste der Monuments historiques in Amagney führt die Monuments historiques in der französischen Gemeinde Amagney auf.

## Liste der Objekte
| Bezeichnung | Beschreibung                                                        | Standort                                      | Kennzeichnung | Schutzstatus | Datum | Bild           |
| ----------- | ------------------------------------------------------------------- | --------------------------------------------- | ------------- | ------------ | ----- | -------------- |
| Hauptaltar  | Altartisch, Tabernakel und Retabel; Stein, 19. Jahrhundert          | in der Kirche St-Ferréol-et-St-Ferjeux (Lage) | PM25001799    | Inscrit      | 1984  |                |
| Marienaltar | rechter Seitenaltar; Altartisch und Retabel; Stein, 19. Jahrhundert | in der Kirche St-Ferréol-et-St-Ferjeux (Lage) | PM25001800    | Inscrit      | 1984  |                |
| Josefsaltar | linker Seitenaltar; Altartisch und Retabel; Stein, 19. Jahrhundert  | in der Kirche St-Ferréol-et-St-Ferjeux (Lage) | PM25001801    | Inscrit      | 1984  |                |
| Kanzel      | Stein, 19. Jahrhundert                                              | in der Kirche St-Ferréol-et-St-Ferjeux (Lage) | PM25001802    | Inscrit      | 1984  | weitere Bilder |